# Thomas Gletscher
Thomas Gletscher är en glaciär i Grönland (Kungariket Danmark). Den ligger i den norra delen av Grönland, 2 200 km norr om huvudstaden Nuuk. Thomas Gletscher ligger 1 meter över havet.
Terrängen runt Thomas Gletscher är kuperad åt sydost, men åt nordväst är den bergig. Thomas Gletscher ligger nere i en dal.  Trakten runt Thomas Gletscher är nära nog obefolkad, med mindre än två invånare per kvadratkilometer. Det finns inga samhällen i närheten. Trakten runt Thomas Gletscher är permanent täckt av is och snö.